# Bedwell Sound
Bedwell Sound är en vik i Kanada.   Den ligger i provinsen British Columbia, i den sydvästra delen av landet, 3 700 km väster om huvudstaden Ottawa.
I omgivningarna runt Bedwell Sound växer i huvudsak barrskog. Trakten runt Bedwell Sound är nära nog obefolkad, med mindre än två invånare per kvadratkilometer.